# 大魔神カノン
『大魔神カノン』（だいまじんカノン）は、2010年4月2日から10月1日までテレビ東京系で放送された、角川書店制作の特撮テレビドラマである。全26話。
かつて大映が作った特撮時代劇映画『大魔神』を、現代テレビドラマとして復活させた作品であるが、内容は大きく異なる。

## 概要
東映を退社した高寺重徳プロデューサーが、角川書店へ移籍して手掛けた初の特撮ドラマシリーズ。脚本には大石真司や荒川稔久、監督には坂本太郎や鈴村展弘や大峯靖弘、音楽には佐橋俊彦、撮影監督にはいのくままさおの下で助手を務めていた野村次郎など、高寺や東映特撮に縁のあるクリエイターが製作スタッフに名を連ねている。撮影当時70歳のベテランである坂本がメイン監督を務め、第1話、第2話、最終話を担当するなど、演出陣の中心の役割を担った。キャストには柴田理恵、長門裕之、渡辺いっけいなど、坂本と縁のある者も多い。
当初は2009年10月からの放送開始を予定していたが、2010年4月開始へ延期している。2009年6月2日にクランクイン、撮影には7か月をかけ、同年12月20日にクランクアップ。敵キャラクターをCG映像で描くなど最新鋭の技術を駆使し、総製作費は劇場公開作品並みの10億円を投入した。通常の深夜帯ドラマは1話当たり700万円程度だが、本作品では4倍近い金額を投入し、全26話を制作している。
なお、本作は当初は湯浅憲明を監督に、脚本を佐々木守、撮影を東映の『仮面ライダー』シリーズのスタッフなどを中心にクルーが構成される予定だっととされている。

## あらすじ
山形県から上京してきた女性・巫崎カノンは、ある出来事によって心に深い傷を負った後、逃げるように住まいを変え、東京都の片隅で孤独に暮らしていた。そのころ、古来より人に寄り添いながら生き続けている妖怪・オンバケたちから選ばれた数匹は、長老・ジュウゾウの密命によって東京を訪れる。
人から受けた悲しみに耐えながら生きるカノンと、人から受けた愛に報いるために生きるオンバケたちが出逢う時、伝説の“ブジンサマ”を巡る、祈りにも歌にも似た、21世紀の御伽話は始まるのだった。

## 登場人物

### カノンとオンバケたち
オンバケとは、人間に寵愛された器物や動物が転生した物の怪の総称である。皆一様に人間たちの善意を信じており、人間たちに親切に接する。体の大きさは様々であり、タイヘイやイケチヨのように人間と同サイズの者もいれば、ブチンコのように小さい者、ブジンサマのような巨体を持つ者もいる。人間大のオンバケは人間に化けることも可能。なお、その時の外見は自分に愛情を注いでくれた持ち主、飼い主の姿を借りるため、外見的にはタイヘイやトモスケよりも年下に見えるイケチヨが、実際は二人よりも年上であるなど、見た目と実年齢は決して比例はしていない。
巫崎 カノン（みさき カノン）
本作品の主人公。歌を心から愛し、歌手を目指して上京した20歳の大学生。多くの出来事で他人を信じて生きることができなくなっていたが、タイヘイをはじめとするオンバケたちとの交流を経て、少しずつ信じる気持ちを取り戻していく。
タイヘイ
武将千草十郎時貞の兜が転生したオンバケ。年齢は320歳。山形出身。誠実な性格の正義漢だが、後先考えずに行動しやすく、バカ正直すぎて場の空気を読めない一面があり、事態を余計ややこしくしてしまうこともしばしば。当初はカノンからも鬱陶しがられて避けられていたが、その実直さと直向さが、頑なだったカノンの心を開いていくこととなる。じゃんけんに弱いなど貧乏くじを引きやすいようである。
イケチヨ
花魁小町太夫の飼っていた金魚が今際の際に川に放され、転生したオンバケ。見た目は露出度の高い衣装を纏った20代の女性だが、実年齢はタイヘイより遥かに年上らしい。宮城出身。
トモスケ
かつて医者が飼っていた柴犬が転生したオンバケ。かつては犬だけあって鼻がよく利き、主にイパダダの追跡を担当する。暑さが苦手で、氷が大好物。
サワモリ
ロシアから北海道へと渡ったテクンペコルカムイ（＝手袋を持つ神）と名付けられたザリガニが転生したオンバケ。屈強な戦士で、イパダダ討伐チームのリーダーを務める。カノンの部屋で飲んだジャスミンティーが好物。
ハシタカ
女鷹匠が飼っていた鷹が転生したオンバケ。オンバケの中では若手。好物はソフトクリーム。
ショウタ
テレビが転生したオンバケ。少年のような姿をしている。普段はジュウゾウとともに山形で暮らしている。顔のモニターにテレビ波を受信して映し出すことが出来る。
ジュウゾウ
石灯籠が転生したオンバケ。オンバケの長老格で東北地方のオンバケを束ねる。頑固で早合点しやすい性格。
オタキ
釜が転生したオンバケ。オンバケたちの拠点となるラーメン屋「だいちゃん」を営む。ジュウゾウと同じく長老格で、関東のオンバケを束ねている。ジュウゾウとは顔なじみだが「クソジジイ」「耄碌ジジイ」などと容赦のない呼び方をすることも。
ブチンコ
埴輪が転生した小さなオンバケ。普段人間に化けるタイヘイたちと違い、体長約8cmと小さく、人間の言葉も喋れない（ただし、オンバケ同士では言葉が通じている）。好物は魚肉ソーセージ。
タマッコ
埴輪が転生した小さなオンバケ。ブチンコによく似ているが、こちらは女性。ブチンコとの間で他人の声を伝えるトランシーバーのような能力を持つ。
カザハナ
スカーフが転生した全長25センチの小さなオンバケ。空からタイヘイたちをサポートする。
フクマツ
ブルースハープが転生した小さなオンバケ。素晴らしい演奏で聴く者を癒す。
トウベエ
日本刀が転生した全長約17センチの小さなオンバケ。切れ味の鋭い日本刀へ姿を変える。
ドウカン
古銭が転生した全長約9センチの小さなオンバケ。地図の上を転がることでイパダダの位置を探る能力を持つ。
タメキチ
金庫が転生したオンバケ。金庫状の頭の中にドウカンを収納している。
ユモンジ
ヤカンが転生したオンバケ。水や高圧蒸気を額の注ぎ口から噴射する。
カエンジ
ガスコンロが転生したオンバケ。耳のスイッチを捻ることで高熱火炎を頭から噴射する。とある村で村人たちと仲良く暮らしていたが、その村をイパダダによって全滅させられ、自身も負傷する。イパダダを追って村を訪れたサワモリたちに助けられ、イパダダ討伐チームに加わることになる。
キリノハ
蟷螂が転生したオンバケ。人にも自分にも厳しい性格であり、無愛想で口が悪い。手刀で敵を両断する。
ゴンベエ
梵鐘が転生したオンバケ。ブジンサマに次ぐ巨体を持ち、相撲のような力業で戦う。カノンの説得にも応じないほど頑なに心を閉ざしたブジンサマに代わって大イパダダを封印した。
放送開始までメディア公開が禁止されていたシークレットキャラクターであった。
ブジンサマ
銅鐸が転生したオンバケ。全長20メートルの巨体を誇る全てのオンバケの始祖に当たる存在。かつては人々の重労働を手伝ったりイパダダを退治したりと親切に振る舞い、人間たちからも崇められ仲良く暮らしていたが、ある時巨大なイパダダが二つの離れた村に現れ、一つ目を退治した後に、傷付きながらももう一方の村へと向かったが、その村の住人から助けが遅れたことを非難されることとなる。イパダダとの戦いと、信じていた人間たちの心無い言葉に心身ともに傷ついたことで心を閉ざし、現在に至るまで岩となって眠りに就いてしまっている。

### イパダダ
オンバケたちが追っている悪霊。黒い影のような姿をしており、憑依された者は髪が真っ白の乱髪へ変わる。強い恨みを残して死んだ人間が悪霊へ転生した存在で、遥か昔にもイパタダが出現していたことが明かされている。
冴木 賢人（さえき けんと）
家族を惨殺して死刑になった後、イパダダへ転生した人物。幼少時に母親から勉強を強要される抑圧を受け、他の家族は誰も助けてくれなかったために次第に家族、特に母親に対する復讐心を燃やしていた。そして家族を惨殺して復讐を遂げたことで殺人行為に対する無上の快楽に目覚める。「人を殺したい」という強い欲望を抱えており、転生後は各地の人間へ憑依して殺人事件を引き起こす。
最初は幸太郎の身体に憑依して殺人事件を引き起こしていたが、第13話でオンバケたちによって彼から追い出される。それ以降、あちこちに出没してはいくつもの町や村でさらなる大量殺人事件を引き起こしながら、徐々に力を蓄えていく。

### 0℃（レイドシー）
後根 幸太郎
カノンの元彼で0℃のリーダー。ギターと作曲を担当する。自分さえ良ければ他人を利用し、用済みになれば簡単に切り捨てることを当然と考える身勝手な性格の利己主義者。カノンとは大学の講義で隣同士だった。偶然目にした作詞ノートに目を付け、これを奪い取るためにカノンに近づき、彼氏を演じて利用した挙句、その中にあった「いのりうた」を盗作して「TO THE TOP」を発表したことでカノンを切り捨て、彼女の人間不信を決定的にした最大の元凶である。
知らないうち（主に就寝中）にイパダダに憑依され、数々の事件を引き起こす。物語後半でオンバケたちによってイパタダを分離されたが、身勝手な性格を改めないどころか完全に開き直っていたため、サキに愛想を尽かされてしまう。その後、0℃の解散とサキが日本を去ったことをマネージャーから告げられ、残りのメンバーからも見捨てられ、皮肉にもかつて自分が切り捨てたカノンと同じ境遇に立たされることとなった。
その後は自らの不遇ぶりに対する逆恨みから自暴自棄となり、さらなる非道へと身を堕としていき、次第に周囲からも悪い噂が囁かれるようになる。遂にはかなめを利用してMDMAの運び屋をやらせようと目論んだが、カノンとオンバケたちによって阻止された上、自身もMDMAを常用していたことが発覚したことがきっかけで、（イパダダに憑依されていた間に起こした事件も含め）これまで引き起こした悪行の全てが公にされ、その報いとばかりに警察に逮捕される。自分が利用したカノンがきっかけで破滅を迎えるという因果応報な末路であった。
上原 サキ
カノンの後任として加入したボーカル。当初は「TO THE TOP」の秘密を知らなかったが、タイヘイの話を聞いて真実を知る。その日のライブで公表しようとしたが、世間からの期待を裏切ることへの恐れと幸太郎らメンバーからの報復を危惧したことから沈黙し、結果的に黙認しながら歌っていた。物語後半では、幸太郎の身勝手な一面を目の当たりにしたことから彼に愛想を尽かすと共にたまたま部室で幸太郎がカノンから奪った作詞ノートを読んだことで感銘を受け、彼女に一緒に歌って欲しいことを願い出る。カノンが0℃を許すことが出来なかったこともあってその願いは叶わなかったものの、「いつか必ず一緒に歌おう」という約束を切っ掛けにカノンと心を通わせるようになり、彼女を前進させる要因となった。カノンと再会を約束し合った後、メンバーたちに何も告げずに単身でニューヨークへと渡ったが、それが0℃解散の引き金となった。
イッキ
サブリーダーでドラム担当。幸太郎とは古くからの付き合いだが、「TO THE TOP」の秘密を知っていながら、その発表を黙認していた。一方で幸太郎に対しても然程、友情や仲間意識は抱いていなかった模様で、バンド解散を知らされるとあっさりと彼を見捨てた。その後、シンヤと共に23話で再登場し新人を迎えようと考えていたが、その際にカノンから「TO THE TOP」をもう歌わないで欲しいと忠告を受けた。
シンヤ
ベース担当。イッキ同様、「TO THE TOP」の秘密と発表を黙認していたが、バンド解散の際には幸太郎を見離す。

### その他
丸山 つばさ
カノンがアルバイト中のレストラン「ピエトロ」で、ホールチーフを務めている女性。カノンの良き理解者で、心を閉ざしていた当初の彼女に根気強く接し、心を開くきっかけを作った。
守谷
大学助教だったが、理不尽な理由で解雇された男性。身重の妻と子供が1人いる。ひょんなことから出会ったタイヘイと意気投合し、彼と共にストリートミュージシャンとして活動するようになる。そのことで一躍注目されるようになるが、解雇理由が世間へ露呈することを懸念した大学側からストリートミュージシャンを辞めることを条件に大学へ戻ることを持ちかけられたため、その要求を呑んでタイヘイとは決別してしまう。
若松
大学生。水族館でアルバイトをしている。オンバケの存在を理解している数少ない人間。
巫崎 ばろく
カノンの父。カノンが歌手を目指すことは完全に認めてはおらず、故郷に戻ってくるよう忠告していたが、ひょんなことから上京してカノンの部屋へ居座る。マイペースな性格だが、娘のことは良く理解しており、的確な忠告をすることも多い。のちに介護施設で働くあかりと再婚。
余瀬 くらら
16話でカノンが出会った少女。ピアノが大好きだが、自分の理想を押し付ける母と自分の本当の想いとの間で思い悩んでいる。カノンとの出会いをきっかけに母と向き合う勇気を出すが、彼女には聞く耳すら持ってもらえないどころか、逆に母親の逆鱗に触れて強引に海外へ連れ出されてしまうというあまりにも報われない結末を迎えた。
結果的に彼女を救えなかったことを知ったカノンは、深い無力感に苛まれ、その心に大きな葛藤を残すこととなった。
くららの母親
横暴かつヒステリックな性格で、自分の考えが全て正しいと信じ込み、何かあれば「悪いのは全部お前たちだ」と怒鳴りつけるなど他者の価値観を一切認めず、乱暴かつ喧嘩腰の態度でしか他人と話さない典型的なモンスターペアレント。くららに対しても彼女の意思を全く尊重せずに自分の理想や価値観を過剰に押し付け続け、カノンやタイヘイたちの意見にも最後まで耳を傾けることすら行わず、くららが自分に意見したことに「自分に逆らった」と激怒して、娘を海外へ連れ出し、その行いに関して報いを受けることもなく退場した。かつてピアニストの夫と別れた後、くららを世界的なピアニストにして元夫を見返してやろうと目論んだことによる復讐心から、現在の性格へ変貌してしまった。
深津 かなめ
カノンの通っている大学の同級生。カノンに祖母の見舞いに行くと嘘をついて彼氏とのデートへ出かけ、大学の講義を彼女に代返させたことから、カノンが人を信じる生き方を一時やめそうになる原因となった。第18話と第19話で再登場した際には幸太郎と付き合っており、彼に利用されて危険な仕事をさせられそうになったが、カノンによって阻止された。その後は心を開く予兆を見せる。
かつて母の再婚相手から虐待されていた上、彼女が自分を助けてくれなかったために人間不信になっていた。

## キャスト

### レギュラー・準レギュラー
- 巫崎カノン - 里久鳴祐果
- タイヘイ - 眞島秀和
- イケチヨ - 長澤奈央
- トモスケ - 山中崇
- サワモリ - 森豪士
- ハシタカ - 小川瀬里奈
- ショウタ - 鈴木福
- タメキチ - 前田健
- ユモンジ - 木野本直
- カエンジ - 和泉宗兵
- キリノハ - 松本さゆき
- オタキ - 柴田理恵
- ジュウゾウ - 長門裕之
- イパダダ - 滝直希
- 幸太郎 - 標永久
- サキ - 夏菜
- イッキ - 夛留見啓助
- シンヤ - 好美大

### 声の出演
- ブチンコ、ナレーション - 皆川純子
- タマッコ、カザハナ - ささきのぞみ
- フクマツ - 小林清志
- トウベエ - チョー
- ドウカン - 田中信夫
- ゴンベエ - 加藤精三
- ブジンサマ - 上條恒彦

### ゲスト
- 巫崎ばろく - 渡辺いっけい
- カノンの祖母 - 花原照子
- 幼い頃のカノン - 森くれあ
- 店長 - 鈴木アキノブ（2-4、16）
- つばさ - 近藤未来（3-5、10、20、23）
- 阿部 - 喜屋武ちあき（3-5、10）
- 鳩岡 - 鎌田奈津美（3、4、23）
- 隣の男 - 坂本三成（3、5）
- 深津かなめ - 竹島由夏（5、6、18、19）
- 少年時代の賢人 - 鷲田詩音（7、13、17）
- 賢人の母 - 月船さらら（7、13、17）
- 上原サヤ - 紗綾（8、14）
- マネージャー - 竹森千人（8、14、18）
- 守谷信太郎 - 石井正則（10、11）
- 大学学部長 - 池田秀一（10、11）
- 若松 - 渡部豪太（12、13、22）
- 余瀬くらら - 美山加恋（16、17）
- くららの母 - 池田有希子（16、17）
- 篠宮あかり - 有森也実（20、21、26）
- 静子 - 大空眞弓（20、21）
- さゆり - 弓恵子（20、21）
- ホームの老女 - 川口節子、今野ひろみ
- ハッコク - 依田英助（23-26）
- 小畑良策 - 樋浦勉（24-26）
- 巫崎フーガ - オダギリジョー（26）

### スーツアクター
- ブジンサマ[4]、タイヘイ[1]、ゴンベエ[3] - 伊藤慎[5]
- サワモリ - 松上順也[6][4]
- トモスケ - 杉口秀樹[6][4]
- ハシタカ - 大口与枝[1]

## 放送リスト
サブタイトルはすべて「カノン」と読む。
| 話数   | 放送日  | サブタイトル | 脚本            | 監督     | 視聴率 |
| ------ | ------- | ------------ | --------------- | -------- | ------ |
| 第1話  | 4月02日 | 歌遠         | 大石真司 澄川藍 | 坂本太郎 | 2.0%   |
| 第2話  | 4月09日 | 彼音         | 大石真司 澄川藍 | 坂本太郎 | 1.5%   |
| 第3話  | 4月16日 | 寡温         | 大石真司 澄川藍 | 鈴村展弘 | 1.5%   |
| 第4話  | 4月23日 | 過飲         | 大石真司 澄川藍 | 鈴村展弘 | 1.4%   |
| 第5話  | 4月30日 | 苛恩         | 荒川稔久        | 清水厚   | 0.8%   |
| 第6話  | 5月07日 | 加温         | 荒川稔久        | 清水厚   | 1.2%   |
| 第7話  | 5月14日 | 歌隠         | 大西信介        | 坂本太郎 | 1.6%   |
| 第8話  | 5月21日 | 渦音         | 大西信介        | 坂本太郎 | 0.7%   |
| 第9話  | 6月04日 | 夏音         | 関口美由紀      | 大峯靖弘 | 1.8%   |
| 第10話 | 6月11日 | 稼無         | 荒川稔久        | 鈴村展弘 | 1.2%   |
| 第11話 | 6月18日 | 憾温         | 荒川稔久        | 鈴村展弘 | 3.3%   |
| 第12話 | 6月25日 | 化恩         | 大石真司        | 北村拓司 | 1.2%   |
| 第13話 | 7月02日 | 囮怨         | 大石真司        | 北村拓司 | 1.7%   |
| 第14話 | 7月09日 | 霞音         | 荒川稔久        | 坂本太郎 | 1.3%   |
| 第15話 | 7月16日 | 華音         | 荒川稔久        | 坂本太郎 | 1.6%   |
| 第16話 | 7月23日 | 価音         | 大西信介        | 鈴村展弘 | 0.9%   |
| 第17話 | 7月30日 | 枷音         | 大西信介        | 鈴村展弘 | 1.8%   |
| 第18話 | 8月06日 | 叶遠         | 荒川稔久        | 清水厚   | 1.5%   |
| 第19話 | 8月13日 | 敢温         | 荒川稔久        | 清水厚   | 0.7%   |
| 第20話 | 8月20日 | 枯音         | 大西信介        | 江良圭   | 1.9%   |
| 第21話 | 8月27日 | 佳音         | 大西信介        | 江良圭   | 1.4%   |
| 第22話 | 9月03日 | 貫温         | 関口美由紀      | 大峯靖弘 | 1.7%   |
| 第23話 | 9月10日 | 環因         | 大石真司        | 鈴村展弘 | 1.4%   |
| 第24話 | 9月17日 | 果縁         | 大石真司        | 鈴村展弘 | 0.9%   |
| 第25話 | 9月24日 | 彼遠         | 大石真司        | 坂本太郎 | 0.9%   |
| 第26話 | 10月1日 | 歌恩         | 大石真司        | 坂本太郎 | 1.8%   |

- テレビ東京で2010年5月28日に放送予定だった第9話は、世界卓球選手権モスクワ大会の放送時間が延長されたため、当日の放送を休止[7]。各放送局ともに第9話以降を1週ずつ繰り下げて放送。

## スタッフ
- 製作総指揮：井上伸一郎
- プロデューサー：高寺重徳
  - テレビ東京プロデューサー：紅谷佳和
  - アソシエイトプロデューサー：菊池剛
  - 共同プロデューサー：、門馬直人、江良圭
  - ラインプロデューサー：安藤光造
- シリーズ構成：大石真司
- 脚本：大石真司、澄川藍、荒川稔久、大西信介、関口美由紀
- 監督：坂本太郎、鈴村展弘、清水厚、大峯靖弘、北村拓司、江良圭
- 特技監督：三池敏夫
- アクション監督：小池達朗
  - スタント&アクション：アルファスタント
- VFXスーパーバイザー：小坂一順
  - VFX：オムニバス・ジャパン、OXYBOT、クロフネプロダクト
  - 技術協力：パナソニック
- OP・ED監督:小藤浩一
- 音楽：佐橋俊彦
- 撮影：野村次郎
- 助監督：大峯靖弘ほか
- 造形：若狭新一
- バンド指導：山本淳也、新沼大典、臼田雅一、のり
- ギター演奏：目木とーる
- ブルースハープ演奏：福井宏樹
- ロケ協力：東京工芸大学
- 協力：SANKYO、Hoppy[注 2]
- 制作プロダクション：ドッグシュガー
- 企画：渡邊隆史（角川書店）、石橋隆文（角川映画）、阿佐美弘恭（NTTドコモ）、堀内勉（オムニバス・ジャパン）、松永芳幸（タブリエ&コスパ）、本地代資（ティー ワイ エンタテインメント）、白石誠（テレビ東京）、片嶋一貴（ドッグシュガー）、竹中一博（バンダイ）、伍賀一統（バンダイナムコゲームス）
- 製作：大魔神カノン製作委員会（角川書店、角川映画、オムニバス・ジャパン、テレビ東京、ドッグシュガー、ティー ワイ エンタテインメント、タブリエ&コスパ、バンダイ、バンダイナムコゲームス、NTTドコモ）

## 主題歌
主題歌
「Sing your heart out」
作詞：藤林聖子 / 作曲：佐橋俊彦 / 歌：森山良子
エンディングテーマ
「あした天気になぁれ」（ - 第13話）
作詞：藤林聖子 / 作曲・編曲：佐橋俊彦 / 歌：Lia
「歩いて帰ろう」（第14話 - ）
作詞：藤林聖子 / 作曲・編曲：佐橋俊彦 / 歌：Lia

## 映像ソフト化
Blu-ray BOXが2010年9月24日、2010年12月24日、2011年4月22日にそれぞれ1巻ずつ全3巻で発売された。また、単巻DVDも2010年9月24日から2011年8月26日にかけて全12巻で発売された（ただし、総集編の第22話はDVD未収録）。

## 放送局
| 放送地域       | 放送局                                | 放送期間                 | 放送日時                       | 備考                                             |
| -------------- | ------------------------------------- | ------------------------ | ------------------------------ | ------------------------------------------------ |
| 関東広域圏     | テレビ東京                            | 2010年4月2日 - 10月1日   | 金曜 25:23 - 25:53             |                                                  |
| 愛知県         | テレビ愛知                            | 2010年4月5日 - 10月4日   | 月曜 25:28 - 25:58             |                                                  |
| 大阪府         | テレビ大阪                            | 2010年4月6日 - 10月5日   | 火曜 25:30 - 26:00             |                                                  |
| 岡山県・香川県 | テレビせとうち                        | 2010年4月7日 - 10月6日   | 水曜 25:18 - 25:48             |                                                  |
| 福岡県         | TVQ九州放送                           | 2010年4月7日 - 10月6日   | 水曜 25:38 - 26:08             |                                                  |
| 日本全域       | ニコニコ動画： 大魔神カノンチャンネル | 2010年8月3日 - 10月19日  | 火曜 更新（2話ずつ）           | インターネット配信 第1・2話無料 最新2話1週間無料 |
| 日本全域       | 東映チャンネル                        | 2010年10月5日 - 12月28日 | 火曜 19:00 - 20:00 2話連続放送 | CS放送 リピート放送あり                          |

TXN系列局のテレビ北海道は未ネット。
角川コンテンツゲートによってiモード向け動画配信サイト「iムービーゲート」でも配信されている
。

## コミカライズ
水清十朗の作画で2010年1月4日発売の『ヤングエース』（角川書店）Vol.7より、2010年9月4日発売の2010年10月号まで連載。単行本は全2巻。
- 大魔神カノン製作委員会（原作）・水清十朗（漫画）『大魔神カノン』角川書店〈角川コミックス・エース〉、全2巻
  1. 2010年4月28日発売[10]、ISBN 978-4-04-715446-9
  2. 2010年9月22日発売[11]、ISBN 978-4-04-715533-6